# Albrecht Kroymann
Albrecht Kroymann (* 2. August 1938 in Breslau) ist ein deutscher Verwaltungsjurist und Kommunalpolitiker. Er war von 1989 bis 2003 Landrat des Kreises Tübingen.

## Werdegang
Kroymann wurde als Sohn einer promovierten Romanistin und des klassischen Philologen Jürgen Kroymann geboren. 1944 bis 1949 besuchte er die Volks- und Mittelschule in Fallingbostel, nach dem Umzug der Eltern nach Tübingen dann bis 1957 das Uhland-Gymnasium Tübingen. Nach dem Abitur studierte er Rechtswissenschaften an den Universitäten Tübingen, Frankfurt und Hamburg, dem sich 1961/62 ein Auslandsstudium in Paris anschloss. Nach dem Referendariat arbeitete er zwischen 1968 und 1970 als wissenschaftlicher Assistent am Lehrstuhl für deutsches und europäisches Wirtschaftsrecht an der Ruhr-Universität Bochum, wo er auch zum Doktor der Rechte promovierte.
Von 1970 bis 1974 war er als Vorstandsassistent für die Stuttgarter Straßenbahnen AG tätig, wurde Leiter der Rechtsabteilung und Handlungsbevollmächtigter der SSB-Reisen-GmbH. Am 11. März 1974 wurde er vom Gemeinderat für acht Jahre zum Ersten Bürgermeister der Stadt Tübingen als Nachfolger für den scheidenden Bürgermeister Eberhard Doege gewählt. Das Amt übernahm er am 1. Mai 1974, die feierliche Amtseinführung fand am 4. Mai statt. Am 8. März 1982 erfolgte die Wiederwahl für eine zweite Amtszeit. Am 14. Juni 1989 wurde er zum Landrat des Landkreises Tübingen und Nachfolger von Wilhelm Gfrörer gewählt. In seiner Amtszeit wurde unter anderem der Verkehrsverbund naldo gegründet. 2003 schied er altersbedingt in der 2. Wahlperiode vorzeitig aus dem Amt.
Die Schauspielerin Maren Kroymann ist seine jüngere Schwester.

## Veröffentlichungen
- Die Koordinierung des Gesellschaftsrechts nach dem EWG-Vertrag, Dissertation vom 13. Mai 1970, Ruhr-Universität Bochum.